# Feldulme
Die Feldulme (Ulmus minor, Synonym Ulmus campestris), in fachsprachlicher Rechtschreibung Feld-Ulme, oder Iper ist ein Laubbaum aus der Gattung der Ulmen (Ulmus) und der Familie der Ulmengewächse (Ulmaceae). Seit einigen Jahrzehnten wird sie stark vom Ulmensterben bedroht.

## Beschreibung

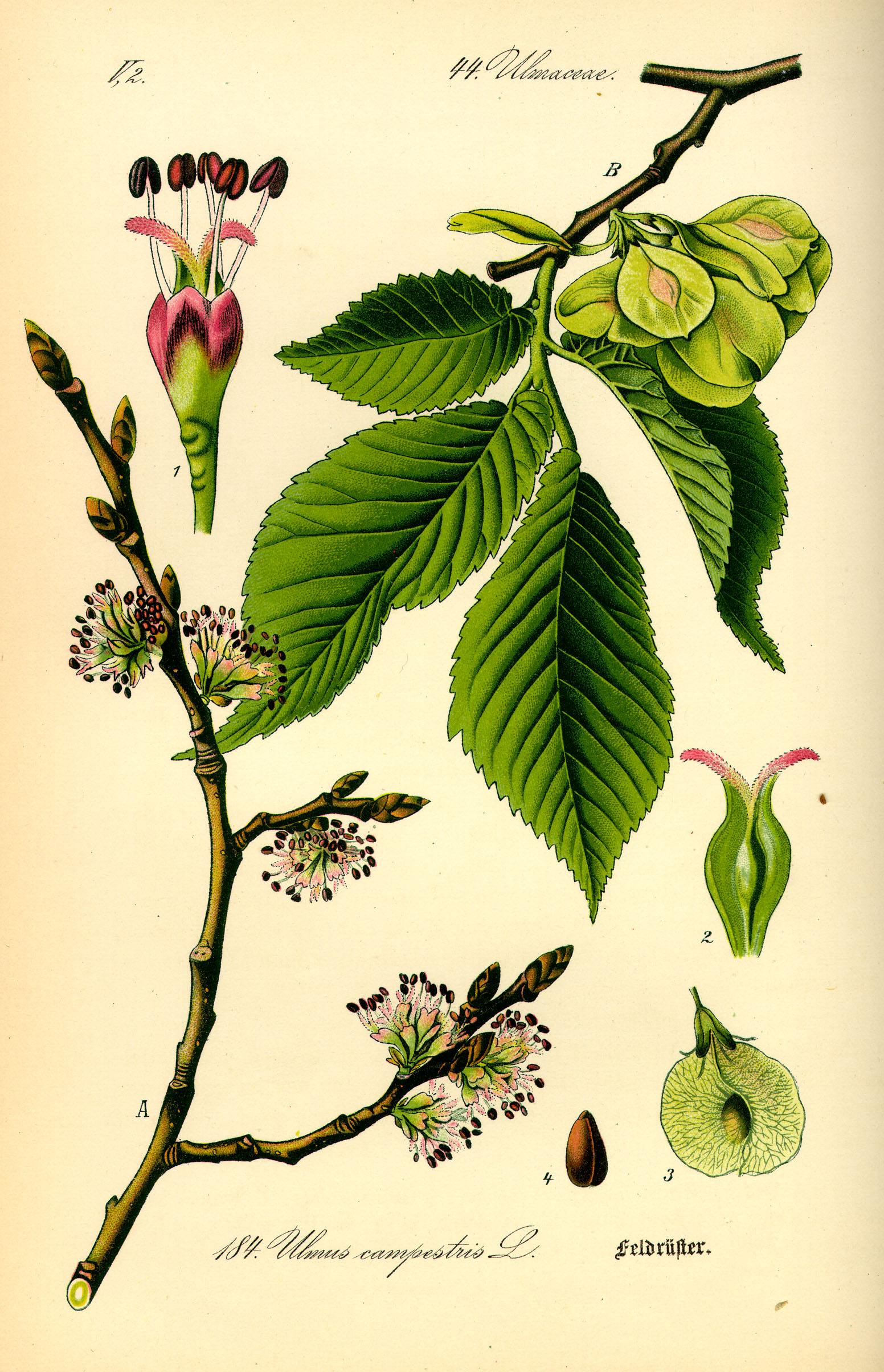
Feld-Ulme (Ulmus minor), Illustration

Die laubabwerfenden Feldulmen können bis über 500 Jahre alt und bis über 35 Meter hoch werden. Der Stammdurchmesser erreicht bis über 2 Meter. Die Zweige bilden oft auffallende Korkleisten aus. Junge Zweige sind olivgrün bis rotbraun, anfangs behaart, später kahl oder fast kahl. Die braun-graue Borke ist rissig bis schuppig.
Die zweizeilig angeordneten, (2) 8 bis (12) 15 mm lang gestielten Blätter sind eiförmig bis elliptisch oder verkehrt-eiförmig, halb so breit wie lang (in der Mitte am breitesten), besitzen 8 bis 14 Seitennerven und sind kurz zugespitzt. Der Spreitengrund ist asymmetrisch. Der Blattrand ist (einfach) oder doppelt gesägt. Die Blattoberseite ist dunkelgrün und die Blattunterseite heller mit kleinen Achselbärten in den Adernwinkeln (selten kahl).
Die unauffälligen, rötlich-violetten oder grün-rötlichen Blüten sind büschelig angeordnet und erscheinen vor dem Blattaustrieb. Im Gegensatz zur Flatterulme sind die Blüten der Feldulme kürzer gestielt. Sie sind zwittrig, haben 4 bis 5 Staubblätter, die länger als die Blütenhülle sind und eine weiße bis rötliche Narbe. Der Fruchtknoten ist oberständig. Die Blüten sind häufig vormännlich. Sie werden durch den Wind bestäubt.
Die im Gegensatz zur Flatterulme kürzer gestielten, verkehrt-eiförmig bis fast kreisrunden, ringsum geflügelten Flügelnüsse tragen einen einzelnen Samenkörper, der nicht mittig, sondern dem oberen Flügelrand genähert ist. Der Flügelsaum ist an der Spitze bis zum Samenkörper eingeschnitten. Der Flügelrand  ist kahl und nicht wie bei der Flatterulme bewimpert. Die Früchte werden durch den Wind verbreitet.
Die Blütezeit ist im März bis April und die Fruchtreife von Mai bis Juni.
Die Chromosomenzahl beträgt 2n = 28.

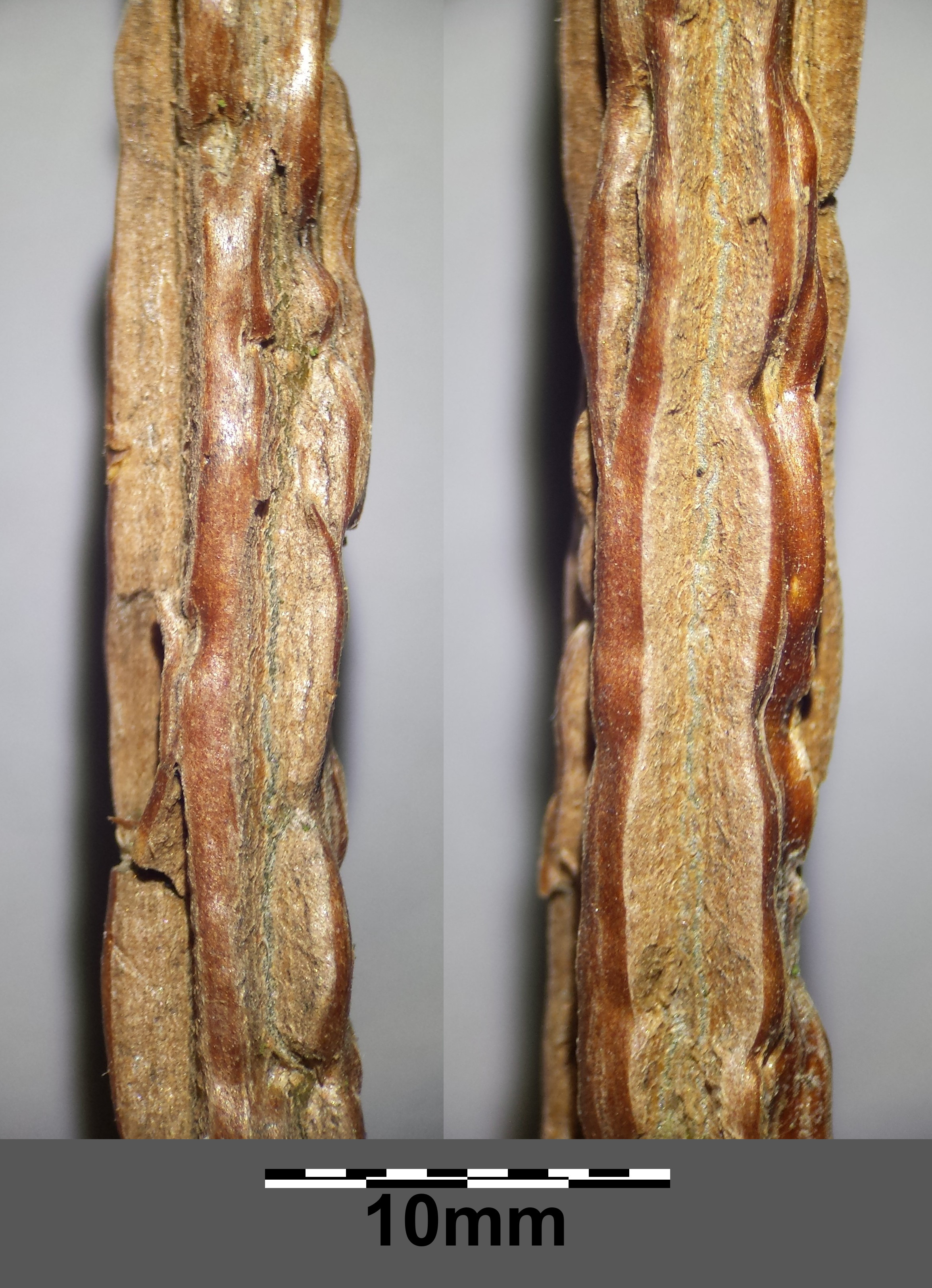
Äste mit Korkleisten
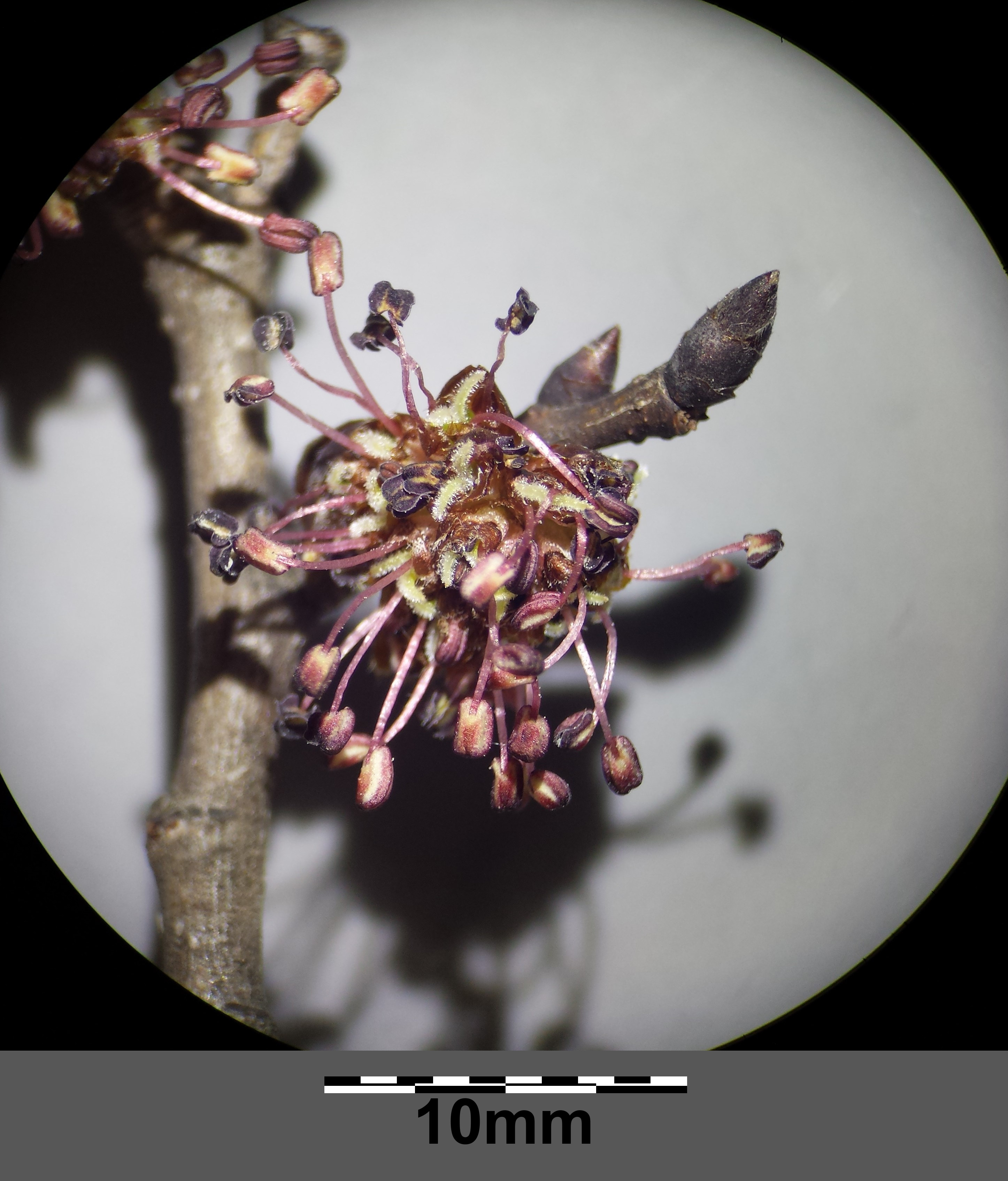
Zweig mit Blütenstand (Köpfchen)
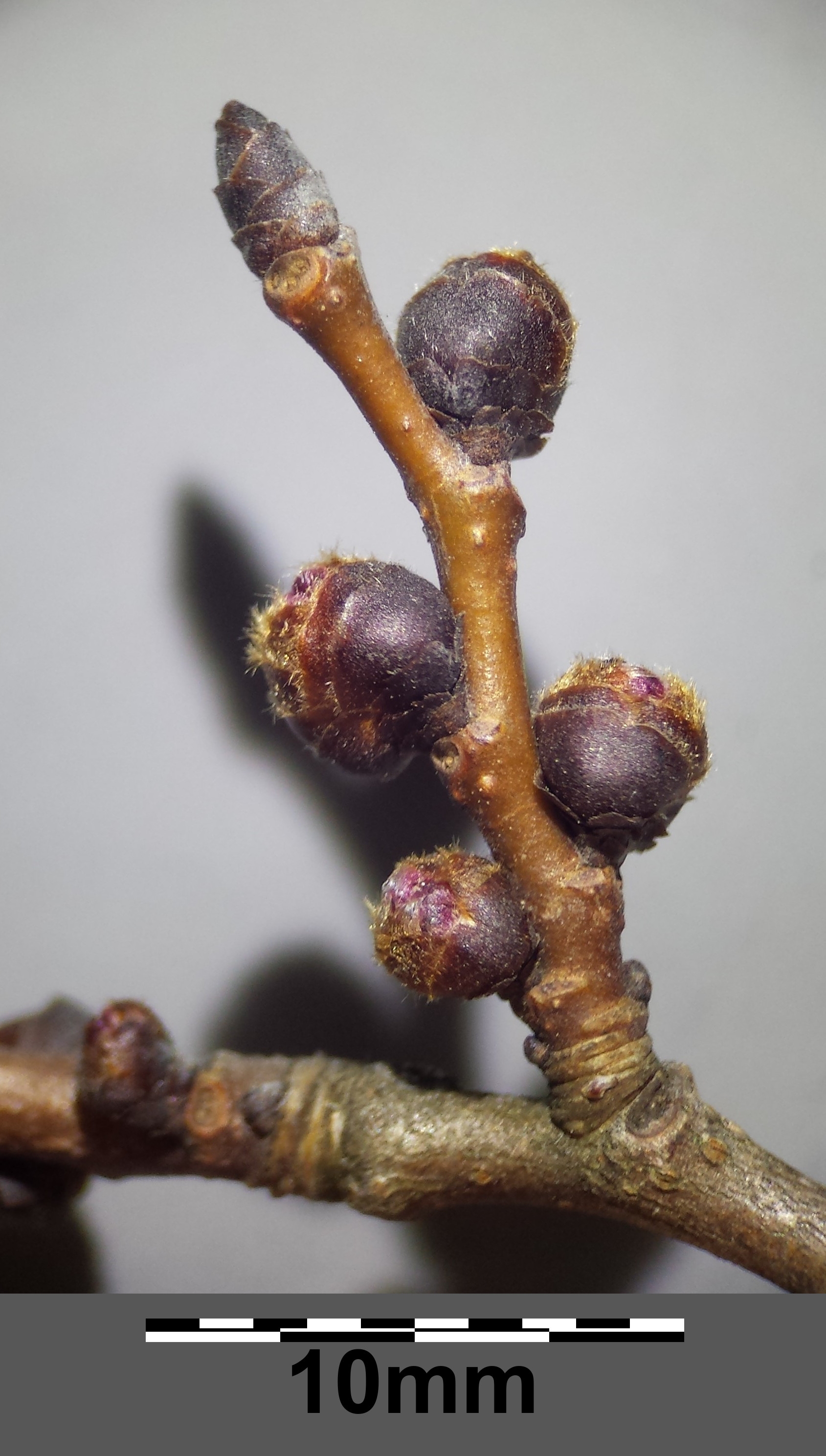
Zweig mit spitzer Laubsprossknospe (oben) und rundlichen Blütenstandsknospen (unten)
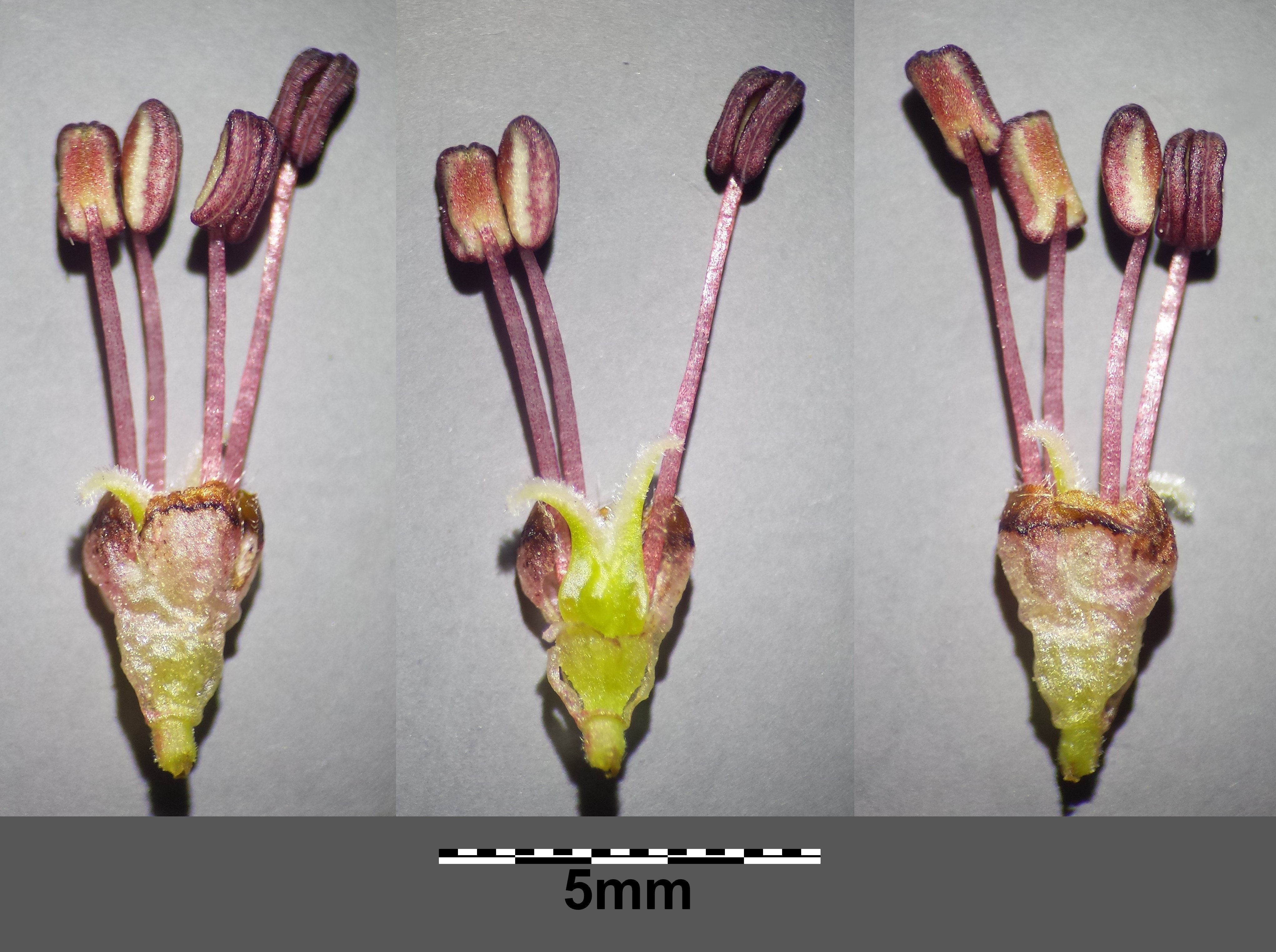
Blüte (in der Mitte Perigon vorne entfernt)
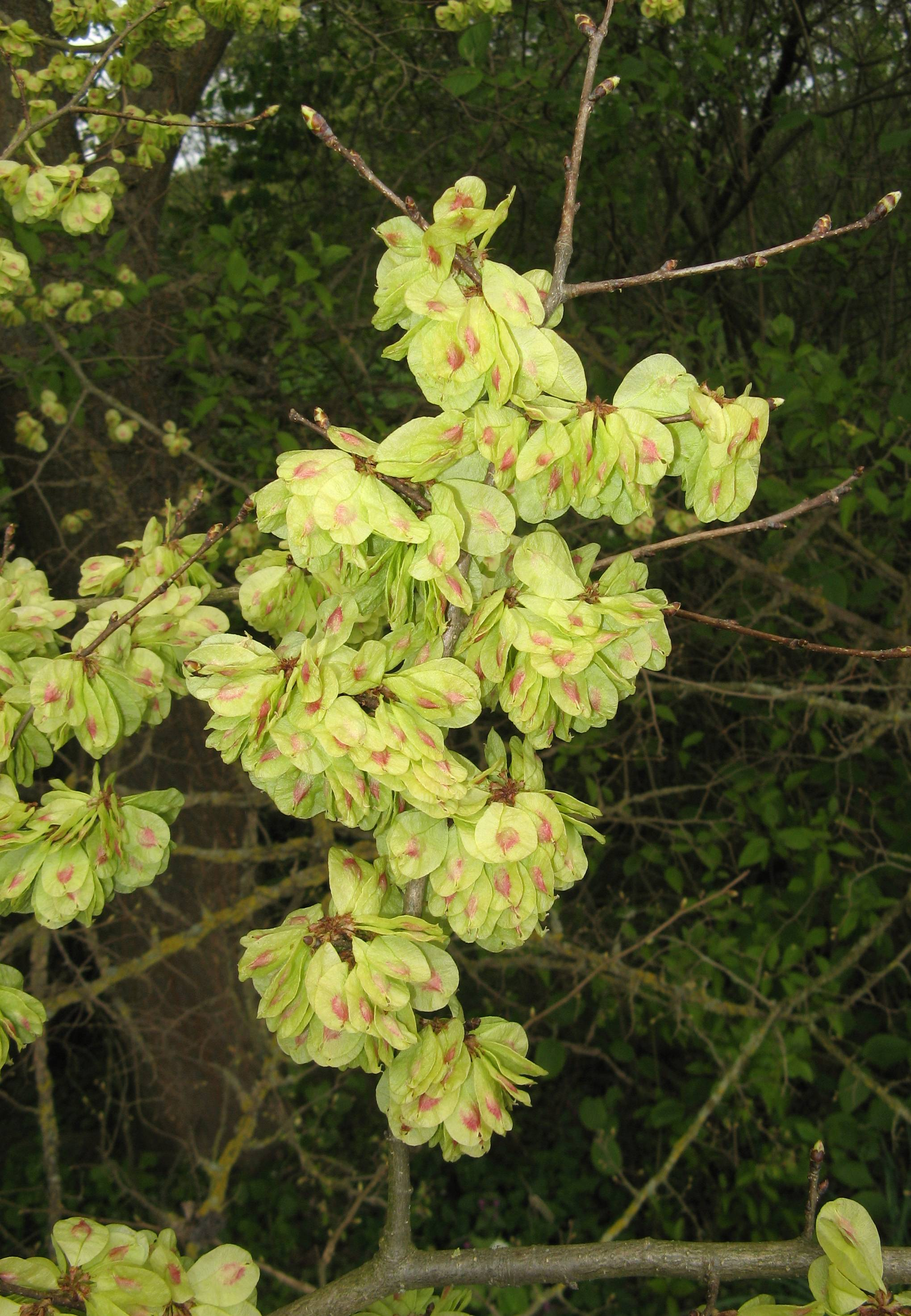
Fruchtstände
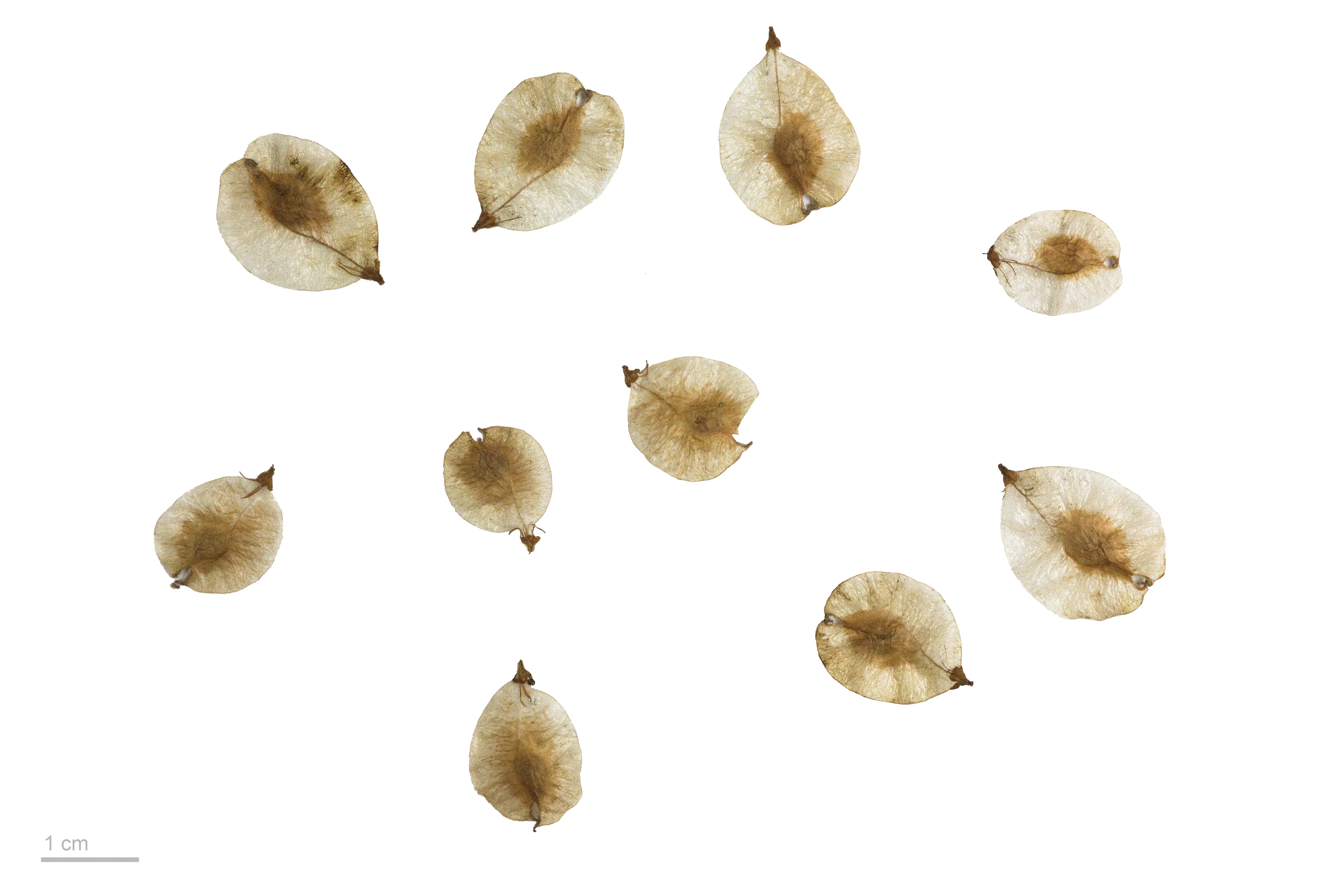
Flügelnüsse der Feldulme (Ulmus minor)

## Verbreitung

Verbreitung der Feldulme
Natürliche Verbreitung× Isolierte Populationen
▲ Eingeführte und verwilderte Vorkommen (synanthropisch)

Die Feldulme kommt in weiten Teilen Europas vor und erreicht auf der Höhe des südlichen Schwedens die Nordgrenze ihrer Verbreitung. Außerdem hat sie Habitate in Nordafrika (Kanarische Inseln, Marokko, Algerien und Tunesien) in Kleinasien und im Kaukasus. Die Feldulme ist durch das Ulmensterben im Rückgang begriffen.
Die Feldulme kommt sowohl im Tiefland als auch im Hügelland vor. Sie bevorzugt teils überflutete Laub- oder Mischwälder, ist nährstoff- und kalkliebend. Sie ist in Mitteleuropa eine Charakterart des Stieleichen-Ulmenwalds aus dem Verband Hartholzaue, kommt aber auch in Gesellschaften der Ordnung Flaumeichen- und Eichen-Trocken-Wälder, des Verbands Eichen-Hainbuchen-Wälder oder Berberitzen-Gebüsche vor.
Die ökologischen Zeigerwerte nach Landolt sind:
- Feuchtezahl F = 3+w+, feucht, Feuchtigkeit stark wechselnd (mehr als ±2 Stufen)
- Reaktionszahl R = 4, neutral bis basisch (pH = 5,5–8,5)
- Nährstoffzahl N = 3, mäßig nährstoffarm bis mäßig nährstoffreich
- Lichtzahl L = 3, halbschattig
- Temperaturzahl T = 4+, warm-kollin
- Kontinentalitätszahl K = 3, subozeanisch bis subkontinental

## Weitere Illustrationen

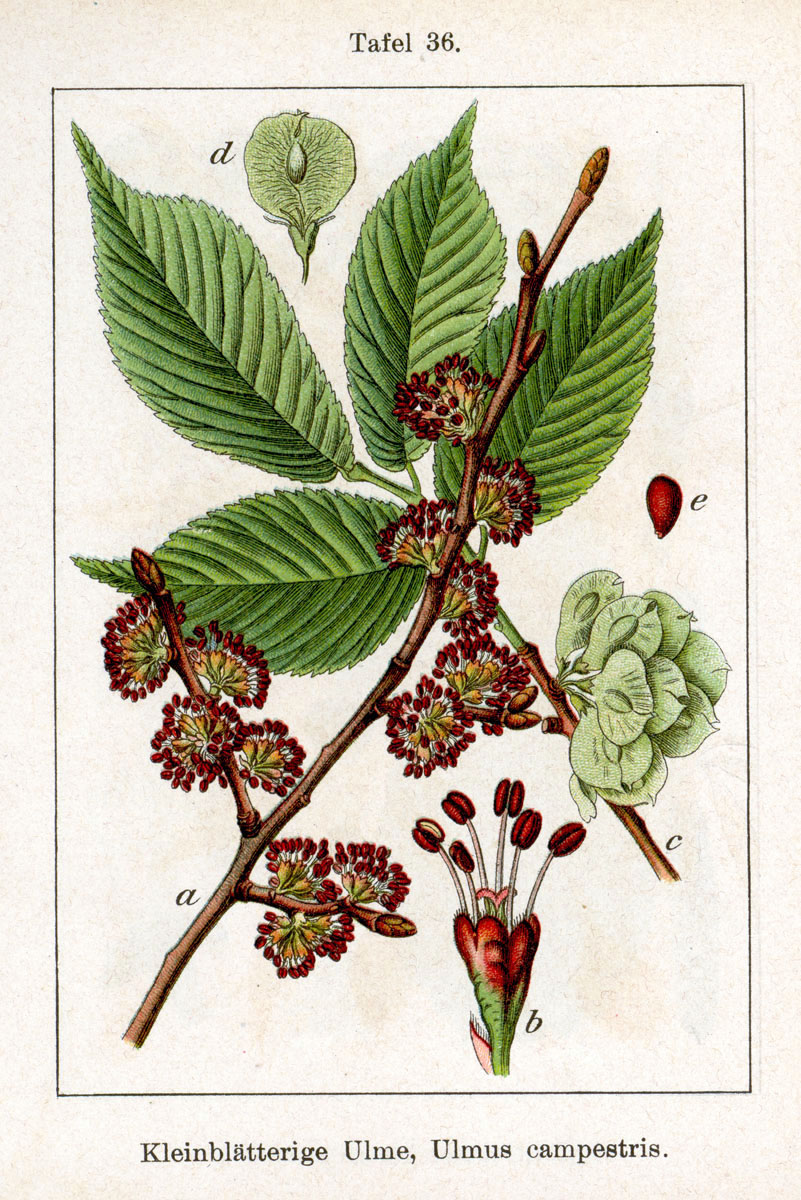
Abbildung von Johann Georg Sturm, 1796
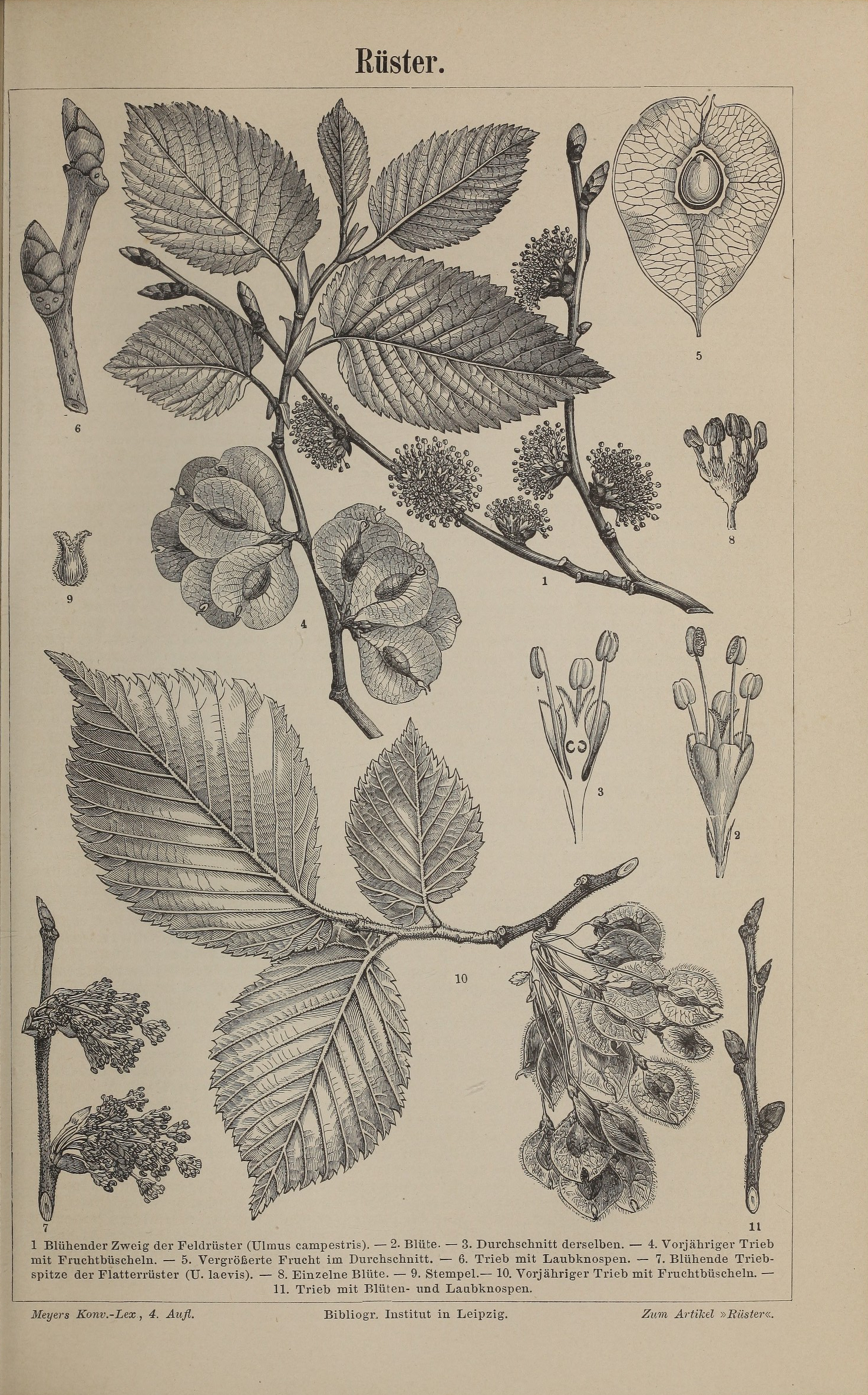
Gegenüberstellung von Feldulme (oben) und Flatterulme (unten) aus Meyers Konversationslexikon, vol. 14, 1885 bis 1890
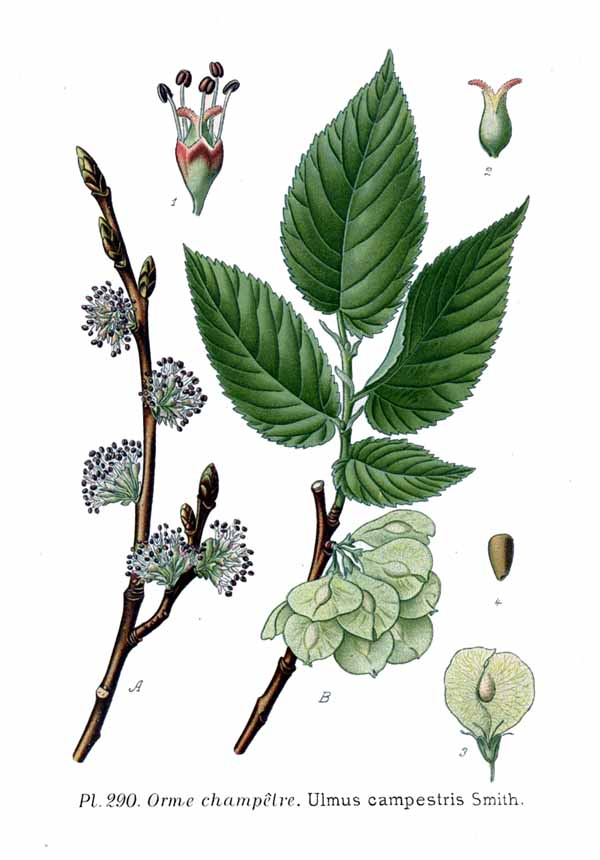
Abbildung aus Atlas des plantes de France, 1891

## Systematik
Synonyme für Ulmus minor Mill. sind: Ulmus campestris L. nom. ambig., Ulmus campestris var. umbraculifera Trautv., Ulmus carpinifolia Gled., Ulmus carpinifolia var. suberosa (Moench) Rehder, Ulmus carpinifolia var. umbraculifera (Trautv.) Rehder, Ulmus foliacea Gilib. nom. inval., Ulmus foliacea var. suberosa (Moench) Rehder, Ulmus foliacea var. umbraculifera (Trautv.) Rehder, Ulmus glabra var. suberosa (Moench) Gürke, Ulmus nitens Moench, Ulmus suberosa Moench und viele andere.
Folgende Unterarten oder Varietäten werden unterschieden:
- Ulmus minor subsp. canescens Bartolucci & Galasso: Aus Italien dem Balkan, Griechenland, Türkei, Libanon, Syrien, Israel und Algerien, Libyen.
- Englische Ulme (Ulmus minor subsp. minor, Syn.: Ulmus procera Salisb.)[7]: Beheimatet in Europa (ohne Norwegen und Finnland), Kaukasien, Ukraine, Kasachstan, Turkmenistan, Usbekistan, nördlicher Naher Osten, westliches Nordafrika.

## Ökologie
Die Feldulme dient mehreren Schmetterlingsarten als Raupen-Futterpflanze. Darunter befinden sich auch die folgenden gefährdeten, stark gefährdeten oder vom Aussterben bedrohten Arten: Rotbraune Ulmeneule (Cosmia affinis), Weißflecken-Ulmeneule (Cosmia diffinis), Bergulmen-Spanner (Venusia blomeri bzw. Discoloxia blomeri), Zweifleckige Plumpeule (Meganephria bimaculosa), Großer Fuchs (Nymphalis polychloros), Ulmen-Zipfelfalter (Satyrium w-album) und Gestrichelter Lappenspanner bzw. Brauner Gebüsch-Lappenspanner (Trichopteryx polycommata).

## Nutzung
Die Feldulme wird auch heute noch häufiger zur Anlage von Hecken angepflanzt und stark beschnitten. Hier kommen jedoch fast ausschließlich in Holland gezüchtete Varianten zum Einsatz, die meist vegetativ durch Wurzelsprosse vermehrt werden.
Die Blätter der Feldulme wurden im Mittelalter als Futter für Schafe verwendet. Die Borke wurde früher arzneilich genutzt. Das Holz hat eine schöne Maserung und wurde früher oft für Drechselarbeiten und Intarsien genutzt. Seit dem Ulmensterben wird aber das Holz kaum noch wirtschaftlich genutzt.
Der eingekochte Sud der Feldulmenrinde wurde früher unter anderem gegen Durchfall verordnet. Er enthält Schleimstoffe, Gerbstoffe, Phlobaphene und Phytosterine. Das Phloem der Pflanze enthält außerdem Stoffe, die den Antioxidantien ähnlich sind.

## Ulmensterben
In weiten Teilen Europas ist der Baum durch das Ulmensterben stark gefährdet. Dieses wird durch die Schlauchpilze Ophiostoma novo-ulmi/Ophiostoma ulmi aus der Ordnung Ophiostomatales verursacht. Ältere Bäume ab einem Stammdurchmesser von ca. 15 cm werden bevorzugt befallen. Die geschädigten Bäume treiben aber wieder aus. So findet man fast nur noch jüngere Pflanzen.
Es existieren resistente Sorten, die nach den Phytopathologinnen Christine Buisman (1900–1936) und Bea Schwarz (1898–1969) benannt wurden, die die Ursache des Ulmensterbens entdeckt haben.